# Niña Marisa
María Isabel Acuña Arias (San José, 5 de marzo de 1941 - Heredia, 15 de agosto de 1954) conocida como la Niña Marisa o la niña Marisa de Heredia fue una creyente católica. Desde el año 2018, el Vaticano la considera Sierva de Dios.

## Biografía
Nació en San José de Costa Rica. Fue la mayor de dos hijas del matrimonio formado por Rafael Ángel Acuña Arias y Blanca Arias Chavarría. Fue bautizada en abril de 1941, y confirmada en noviembre de 1945, por monseñor Víctor Sanabria Martínez. Su familia se trasladó a vivir a Heredia por razones de trabajo del padre. Desde pequeña se caracterizó por su piedad y devoción cristiana, y sobre todo por su caridad a las personas necesitadas, pero trataba de hacerlo siempre en secreto; por ejemplo les daba monedas de sus ahorros, pan y limonada a los niños pobres o personas sin techo, que pasaban todas las semanas cerca de su casa. Como el caso de un anciano del que todos huían y llamaban "el hediondillo", Marisa después de darle su ración de pan y limonada, lo despedía con un beso.  En la escuela, ayudaba a las compañeritas más rezagadas en sus estudios, y repartía sus meriendas a las niñas que no traían nada que merendar, aunque ella se quedara con hambre. También se cuenta que cuando se iba a graduar de la escuela primaria, su padre le dio dinero para comprarse un espléndido vestido blanco de graduación que a ella le había fascinado, sin embargo Marisa dividió a la mitad ese dinero y compró dos vestidos más modestos, uno para ella, y otro para una compañera que no tenía para comprar uno, pues su familia era muy pobre. Edificaba y alegraba a todos a su alrededor, y cuando alguna compañera, familiar o persona vecina pasaba alguna enfermedad o cualquier otra dificultad, inmediatamente era visitada por Marisa para confortarle y darle palabras de aliento, haciendo hincapié en tener siempre confianza en Dios.
Su padre decidió apartarse de la religión católica, y hacerse evangélico, pero volviéndose muy hostil al catolicismo, incluso salió de la casa el día que Marisa hizo su primera comunión, eso le provocó tristeza a la niña que a partir de ese momento empezó a rezar para pedir que su padre volviera a la Iglesia católica.
Después de terminar la escuela primaria, Marisa ingresó al Colegio María Auxiliadora de Heredia, Costa Rica, dirigido por las religiosas Hijas de María Auxiliadora, siendo Marisa muy devota de esa advocación mariana.
Cuando tenía 12 años empezó a sufrir fuertes dolores de cabeza y los médicos le diagnosticaron un tumor cerebral. Aaunque sus dolores de cabeza eran cada vez peores, la joven se negaba a tomar cualquier medicamento que pudiera ayudarle a apaciguarlos.
Un día el sacerdote Ángel Menéndez la visitó en el centro policlínico de Heredia, y Marisa le confesó que rechazó tomar medicamentos analgésicos porque, según ella, «su dolor se lo estaba ofreciendo a Dios para pedir por la conversión de su padre».
Finalmente el padre de Marisa regresó al catolicismo, se confesó con el sacerdote Menéndez, y comulgó con ella. En esos días la jovencita había perdido la vista a causa de su enfermedad pero lo quiso mantener en secreto, los demás se dieron cuenta de que estaba ciega cuando se hizo evidente que solo estaba intentando fingir que aún podía ver. Su enfermedad progresó, al igual que sus dolores, pero ella aducía que ofrecía esos sufrimientos para expiación de los pecadores, por lo que seguía negando que se le aplicaran calmantes. Y era ella misma quien consolaba a sus padres, familiares, vecinos y hasta al personal sanitario, y según se constata, Marisa afirmó que volaría al cielo en la fiesta de la Virgen. Así fue, días después, el 15 de agosto de 1954 (festividad de la Asunción de María), Marisa falleció a los 13 años de edad, siendo enterrada con un concurrido funeral en el cementerio municipal de Heredia, donde permanece en un mausoleo dispuesto para ella.

## Culto y proceso de canonización
Poco después de su muerte, su fama de santidad corrió por toda Heredia, San José y luego por todo el país. Con el tiempo, se realizaron y distribuyeron libros y novenas sobre su vida, también estampitas, cuadros y medallas con la imagen de Marisa. Prácticamente en todo hogar costarricense de antaño se tenía alguno de estos objetos. Muchas niñas fueron bautizadas con su nombre en su honor y los jóvenes estudiantes pedían su intercesión para ayuda en sus estudios. Para la devoción popular la niña Marisa ya era una santa. La idea de recurrir a las principales autoridades internacionales de la Iglesia Católica para iniciar con el proceso formal de beatificación y canonización de la niña Marisa se sugirió pronto. Lamentablemente fallecieron los sacerdotes dominicos encargados en llevar adelante ese proceso y su causa quedó prácticamente en el olvido.
No fue hasta el año 2018 que la Arquidiócesis de San José pudo iniciar el desarrollo de la beatificación y canonización, y el 19 de marzo del 2018 el Vaticano declaró Sierva de Dios a María Isabel Acuña Arias. En enero del 2019, la máxima autoridad de la Iglesia Católica en Costa Rica, el obispo Rafael Quirós visitó la bóveda de Marisa para rendirle homenaje, manifestando que intentarían avanzar con el proceso de canonización.
Actualmente la tumba de la niña Marisa aún es visitada (sobre todo los días 15 de agosto de cada año) por personas que rezan y piden milagros a Dios por intercesión de María Isabel, o incluso agradecen por supuestos favores o milagros que se les ha concedido gracias a la mediación de ella.